# Distrikt Huambo (Caylloma)
Der Distrikt Huambo liegt in der Provinz Caylloma in der Region Arequipa in Südwest-Peru. Der Distrikt wurde am 4. November 1889 gegründet. Er hat eine Fläche von 716 km². Beim Zensus 2017 wurden 670 Einwohner gezählt. Im Jahr 1993 lag die Einwohnerzahl bei 1488, im Jahr 2007 bei 895. Die Distriktverwaltung befindet sich in der 3332 m hoch gelegenen Ortschaft Huambo mit 454 Einwohnern (Stand 2017). Huambo liegt 55 km westlich der Provinzhauptstadt Chivay.
Das Huambo-Vulkanfeld befindet sich zentral im Distrikt.

## Geographische Lage
Der Distrikt Huambo liegt in der Cordillera Volcánica im Westen der Provinz Caylloma. Der Distrikt liegt am linken Flussufer des nach Südwesten fließenden Río Colca. 
Der Distrikt Huambo grenzt im Nordosten an den Distrikt Cabanaconde, im Südosten an den Distrikt Lluta, im Südwesten an den Distrikt Huancarqui (Provinz Castilla) sowie im Nordwesten an die Distrikte Uñón, Ayo und Choco (alle drei in der Provinz Castilla).